# Ліппе Юрій Артурович
Ліппе Юрій Артурович (також Ліппе Георгій Артемович)  (1884, Миколаїв, Херсонська губернія, Російська імперія — ?) — полковник Дієвої Армії УНР.

## Життєпис
Народився у місті Миколаїв Херсонської губернії Російської імперії. 
На військовій службі з 1 вересня 1902 року. Станом на 1 січня 1910 року — поручик 8-го Східно-Сибірського стрілецького полку (Урочище Барабаш). З 1 вересня 1917 року — підполковник.
У лютому - серпні 1918 року — начальник 46-го автовідділення, яке оголосило себе польським.
З 9 серпня 1918 року — на українській службі: командир 1-ї батареї 2-го автопанцерного дивізіону Армії Української Держави. З 1 квітня 1919 року — начальник автомайстерні Київського авіапарку Дієвої Армії УНР. 
З 1 серпня 1919 року — тимчасовий начальник Київського авіапарку. З 15 жовтня 1919 року — начальник самохідного відділу Головного інженерного управління Дієвої Армії УНР. 
З 1 червня 1920 року перебував у резерві старшин Військово-технічної управи Військового міністерства УНР. 
З 12 серпня 1920 року — т. в. о. референта Військово-технічної управи Військового міністерства УНР. 
Подальша доля невідома.